# 张昭 (五代)
張昭（894年—972年），字潛夫，濮州范县(今河南濮阳东北旧城)人。本名张昭远，因避后汉高祖刘知远讳，止称昭，又名张昭。
弱冠，学通九經，受史學於贊皇程生，著有《十代興亡論》，又曾经私撰《同光實錄》十二卷。后唐天成年间，何讚薦之，拜左補闕，撰《莊宗實錄》。后晉天福初年，桑維翰薦為翰林學士，續成《唐史》。后周廣順初年，拜为戶部尚書，撰《五朝實錄》。北宋初，官至吏部尚書，進封鄭國公。后嶺南平，生擒劉鋹，將行獻俘礼，当时没有人知道该行怎样的礼，当时张昭已致仕，宋太祖派近臣就其家問之，昭口占授使者。

## 著作
- 《十代兴亡论》
- 《同光实录》
- 《（后唐）庄宗实录》
- 《五朝实录》
- 《嘉善集》五十卷
- 《名臣事跡》五十卷

## 史学成绩
张昭远是五代十国时期才、学、识兼备的史学家，他参与了多朝实录的编写，这些基础史料成为后人撰写五代历史的基本资料，为我们今人了解那段纷乱的历史留下了宝贵的史料。此外，张昭也参与了《旧唐书》的编写，并在其中发挥了至关重要的作用。

## 延伸阅读
[在维基数据编辑]
 在维基文库阅读此作者作品
 《宋史·卷263》，出自脱脱《宋史》